# 隆円
隆円（りゅうえん、天元3年3月4日（980年3月22日） - 長和4年2月4日（1015年2月25日））は、平安中期の天台宗延暦寺派の僧侶。小松僧都、または普賢院僧都と呼ばれた。
中関白藤原道隆の息男で、母は高階貴子。同母の兄に内大臣伊周・中納言隆家、姉妹に一条天皇中宮定子・三条天皇東宮女御原子らがいる。兄弟姉妹の仲はよく、一家没落して姉定子が不如意をかこった中で、常に彼女の身辺にあった。長保2年（1000年）12月、定子の葬送に際し、大雪のなかを徒歩で霊柩車に従い、「ふるさとにゆきも帰らで君ともに同じ野辺にてやがて消えなむ」の哀傷歌を残している。

## 生涯
正暦4年（993年）6月28日以前に出家し、延暦寺大僧都実因の弟子となる。正暦5年（994年）11月5日、15歳で権少僧都に任ず（少年で僧綱に任じた初例）。寛弘4年（1007年）、権大僧都に至る。長和4年（1015年）2月4日、36歳で没した。
一条天皇の側近僧の一人として、その出家に際して剃髪を、斂葬に際して納棺を奉仕し、葬送にも付き従った。
『枕草子』に「僧都の君」として登場している。額突くまでにねだって藤原行成の書を清少納言から貰ったことや、妹原子所持の父遺愛の笛を自分の琴と取り替えようと持ちかけ、姉定子に洒落で軽くたしなめられたことなどの憎めない逸話がある。